# Резерват природе Даурски
Резерват природе Даурски јесте резерват природе који се налази у јужном делу Забајкалског краја у Сибиру, Русија, близу границе са Монголијом. Део је локалитета светске баштине УНЕСКО под називом „Пејзажи Даурије“.
Резерват је основан 1987. године ради заштите сувих степа и мочвара Јужног Сибира. Простор се граничи са резерватом биосфере Дорнод Монгол у Монголији, 8.429.072 хектара подручја одмах на југу.
Резерват обухвата 222.965,00 хектараа, од чега око 173.201,00 хектара чини тампон зону. Површина језгра је око 49.764,00 хектара и подељена је на 9 парцела. Тампон зона резервата обухвата Тореи Лакес, два велика језера под називом Барун-Тореј и Зун-Тореј.

## Екорегион и клима
Даурски резерват се налази у екорегиону Дауријске шумске степе, појасу травњака, терена са жбуњем и мешовитим шумама у североисточној Монголији и делу Сибира у Русији.
Клима у Даурском резервату је субополарна клим. Ову климу карактеришу блага лета (само 1-3 месеца изнад 10 °C (50,0 °F) и хладне зиме са месечним падавинама мањим од једне десетине падавина током највлажнијег летњег месеца.

## Флора и фауна
Фауна кичмењака обухвата 48 врста сисара, 317 врста птица, 3 врсте гмизаваца, 3 врсте водоземаца и 4 врсте риба. Поред тога, постоји око 800 врста инсеката. У резервату се налази и 1 колонија ретких Iris potanini. Било је планирано да се дивљи коњ Пржеваљског уведе у резерват 1980-их, али су планови отказани након распада Совјетског Савеза, иако су се планови поново покренути 2009. Сисари резервата уврштени на црвену листу ИУЦН-а су монголска газела, паласова мачка и даурски јеж.
Недавно је у тој области створен нови заказник (тип заштићене територије у постсовјестким држана), долина Џерен (Долина дзерена), како би се осигурала миграција монголских газела између Русије и Монголије.